# Jacques Thollot
Jacques Thollot (* 9. Oktober 1946 in Vaucresson, Département Seine-et-Oise; † 2. Oktober 2014 in Mainneville, Département Eure) war ein französischer Jazz-Schlagzeuger, Komponist und Bandleader.

## Leben und Wirken
Thollot spielte bereits im Alter von zehn Jahren mit Sidney Bechet. Wenige Jahre später giggte er mit Bud Powell, Guy Lafitte, René Thomas, aber auch mit Chet Baker, Art Farmer, Lee Konitz und Donald Byrd. Nach dem Besuch des Konservatoriums und Privatunterricht bei Kenny Clarke, dessen Lieblingsschüler er war, spielte er bei Jef Gilson und mit Barney Wilen (mit dem er auch durch Afrika tourte). 1968 fiel er der internationalen Jazzszene zunächst mit Don Cherrys Eternal Rhythm-Orchestra auf. Gemeinsam mit Cherry, Gato Barbieri, Eddy Louiss, Philip Catherine J. F. Jenny-Clark sowie Christiane Legrand nahm er zuvor die Filmmusik von Krzysztof Komeda für Jerzy Skolimowskis Film Der Start (Le départ) auf. Er spielte von 1969 bis 1971 in den Free-Jazz-Gruppen von Joachim Kühn und Eje Thelin, aber auch bei Michel Portal und mit Linda und Sonny Sharrock. Im Duo mit Eddy Gaumont entsteht mit Intra Musique radikale und kompromisslose Musik.
1971 legte Thollot seine erste Platte Quand le son devient aigu, jeter la girafe à la mer vor. Anschließend arbeitete er wieder im Quartett von Don Cherry, aber auch mit Siegfried Kessler, Mino Cinelu und Beb Guérin. Mit J. F. Jenny-Clark und François Jeanneau spielte er sein eher im Fusionbereich angesiedeltes Album watch devil go ein. Mit der amerikanischen Sopranistin Elise Ross, François Jeanneau, François Couturier, Michel Graillier und Jean-Paul Céléa entstand das Album Cinq Hops (1978). 1979 wurde er beim Festival in Nîmes als Vorgruppe von Weather Report angekündigt, aber Joe Zawinul lehnte ihn ab; so sollte er für  Stan Getz eröffnen, aber Getz kam nicht und Thollot wurde zum Erfolg des Festivals.
In den 1980er Jahren wurden Thollots Auftritte auf der Jazzbühne immer seltener: 1981 gab er ein Konzert als Leiter eines 18-köpfigen Orchesters; 1986 spielte er in Chantenay-Villedieu mit Jean-François Pauvros, Philippe Deschepper, Jean-Pierre Arnoux und Terry Day ein Konzert. Jac Berrocal holte ihn 1989 für sein Live-Album La nuit est au courant und seine neue Band mit ziemlich vielen Auftritten. 1992 nahm er mit Tony Hymas und J.-F. Jenny-Clark die Platte A Winter’s Tale auf. 1996 veröffentlichte er schließlich mit Noël Akchoté, Tony Hymas und Claude Tchamitchian das Album Tenga niña, auf dem in einem Stück auch seine Tochter, die Komponistin und Sängerin Marie Thollot, zu hören ist.
Nach einer weiteren langen Abwesenheit von der Musik baute Thollot wieder ein Quartett auf, mit dem er 2011 im New Morning in Paris spielte (mit Nathan Hanson, Tony Hymas und Claude Tchamitchian), aber keine weiteren Auftrittsmöglichkeiten erhielt. Der Regisseur Stéphane Sinde widmete ihm einen Film. Mit Nathan Hanson und Tony Hymas nahm er ein Thema von Astor Piazzolla auf und trat im Mai 2014 in Rouen mit François Jeanneau auf. Er starb in der Nacht vom 1. auf den 2. Oktober 2014 an den Folgen eines Herzinfarkts.

## Diskographische Hinweise
- Quand le son devient aigu, jeter la girafe à la mer (Futura 1971; solo)
- Watch Devil Go (Palm 1075, mit François Jeanneau und Jean-François Jenny-Clarke)[3]
- Résurgence (Musica Records 1977, mit Frédérique Gegembach, François Jeanneau, Siegfried Kessler, Beb Guérin, Naná Vasconcelos)
- Cinq Hops (Free Bird 1978)
- Tony Hymas / Jean-François Jenny-Clark / Jacques Thollot: A Winter's Tale (Nato 1993)
- Tenga Niña (Nato 1996)
- Sam Rivers – Noël Akchoté – Tony Hymas – Paul Rogers – Jacques Thollot: Configuration (Nato 1997)
- In Extenso (Nato 2017, mit Nathan Hanson, Tony Hymas, Claude Tchamitchian sowie Marie Thollot + Streichquartett, Karl Berger, Kirk Knuffke, François Jeanneau, Sophia Domancich, Jean-Paul Céléa, Simon Goubert, Noël Akchoté)
- More Intra Musique (Alga Marghen 2018, mit Eddy Gaumont)